# Iron Maiden: Flight 666
Iron Maiden: Flight 666 é um documentário realizado por Sam Dunn e Scot McFadyen, uma co-produção Britânica/Canadá, da banda inglesa Iron Maiden. Foi filmado em alta definição (HD) em som Surround 5.1 produzido por Kevin Shirley. O filme acompanha a primeira parte da turnê mundial Somewhere Back In Time World Tour, que os levou a percorrer 70 mil quilómetros ao redor de cinco continentes, totalizando 23 apresentações em apenas 45 dias, entre Fevereiro e Março de 2008.
O filme regista de perto os bastidores da turnê (foi a primeira vez em que a banda concedeu acesso restrito a uma equipe de filmagem), além de mostrar vários registos excepcionais de diversos dos seus concertos. O filme teve estreia mundial no dia 21 de Abril de 2009 distribuído pela editora EMI apenas em cinemas seleccionados. A pré-estreia contou com a presença da banda e aconteceu no Cine Odeon, no Rio de Janeiro, Brasil, no dia 14 de Março. Irá ser lançado posteriormente nos formatos de DVD e Blu-Ray. A banda sonora do filme já foi posta á venda no site oficial da banda. Existem várias versões do filme, como a edição especial que vem com um documentário sobre a turnê e um DVD que contém faixas da turnê gravadas em diversos locais pelos quais a banda passou.

## Exibição
O filme foi exibido nos cinemas dos seguintes países.
| - Austrália - Áustria - Bélgica - Brasil - Bulgária - Canadá - Croácia - República Checa - Dinamarca | - Finlândia - França - Alemanha - Irlanda - Itália - Letónia - México - Holanda - Nova Zelândia | - Noruega - Portugal - Rússia - Sérvia - África do Sul - Espanha - Suécia - Reino Unido - E.U.A. |

## DVD
DVD 1
- Filme de 112  minutos.

DVD 2
- O concerto: 104 minutos. (Para ver o álbum que contem as faixas gravadas na turnê de 2008 veja: Flight 666 - The Original Soundtrack)

| Disco 1 |                                |                                                             |         |  |
| N.º     | Título                         | Gravado em                                                  | Duração |  |
| 1.      | "Churchill's Speech/Aces High" | Bandra Kurla Complex/Mumbai, Índia 1 de Fevereiro de 2008   | 5:32    |  |
| 2.      | "2 Minutes To Midnight"        | Rod Laver Arena/Melbourne, Austrália 7 de Fevereiro de 2008 | 5:57    |  |
| 3.      | "Revelations"                  | Acer Arena/Sydney, Austrália 9 de Fevereiro de 2008         | 6:28    |  |
| 4.      | "The Trooper"                  | Makuhari Messe/Tokyo, Japão 16 de Fevereiro de 2008         | 4:01    |  |
| 5.      | "Wasted Years"                 | Arena Monterrey/Monterrey, México 22 de Fevereiro de 2008   | 5:07    |  |
| 6.      | "The Number Of The Beast"      | The Forum/Los Angeles, EUA 19 de Fevereiro de 2008          | 5:07    |  |
| 7.      | "Can I Play With Madness"      | Foro Sol/Mexico City, México 24 de Fevereiro de 2008        | 3:36    |  |
| 8.      | "Rime Of The Ancient Mariner"  | Izod Center/New Jersey, EUA 14 de Março de 2008             | 13:41   |  |

| Disco 2 |                        |                                                                                   |         |  |
| N.º     | Título                 | Gravado em                                                                        | Duração |  |
| 1.      | "Powerslave"           | Saprissa Stadium/San Jose, Costa Rica 26 de Fevereiro de 2008                     | 7:28    |  |
| 2.      | "Heaven Can Wait"      | Palmeiras Stadium (Estádio Palestra Itália) /São Paulo, Brasil 2 de Março de 2008 | 7:36    |  |
| 3.      | "Run To The Hills"     | Simon Bolivar Park/Bogota, Colômbia 28 de Fevereiro de 2008                       | 3:59    |  |
| 4.      | "Fear Of The Dark"     | Ferrocarril Oeste Stadium/Buenos Aires, Argentina 7 de Março de 2008              | 7:32    |  |
| 5.      | "Iron Maiden"          | Pista Atletica/Santiago, Chile 9 de Março de 2008                                 | 5:26    |  |
| 6.      | "Moonchild"            | Coliseo de Puerto Rico/San Juan, Porto Rico 12 de Março de 2008                   | 7:29    |  |
| 7.      | "The Clairvoyant"      | Pedreira Paulo Leminski/Curitiba, Brasil 4 de Março de 2008                       | 4:38    |  |
| 8.      | "Hallowed Be Thy Name" | Air Canada Centre/Toronto, Canadá 16 de Março de 2008                             | 7:52    |  |

## Créditos
- Bruce Dickinson — vocal
- Dave Murray — guitarra
- Adrian Smith — guitarra, vocal de apoio
- Janick Gers — guitarra
- Steve Harris — baixo, vocal de apoio
- Nicko McBrain  — bateria e percussão

com
- Michael Kenney  — teclado